# Blaaspijpje

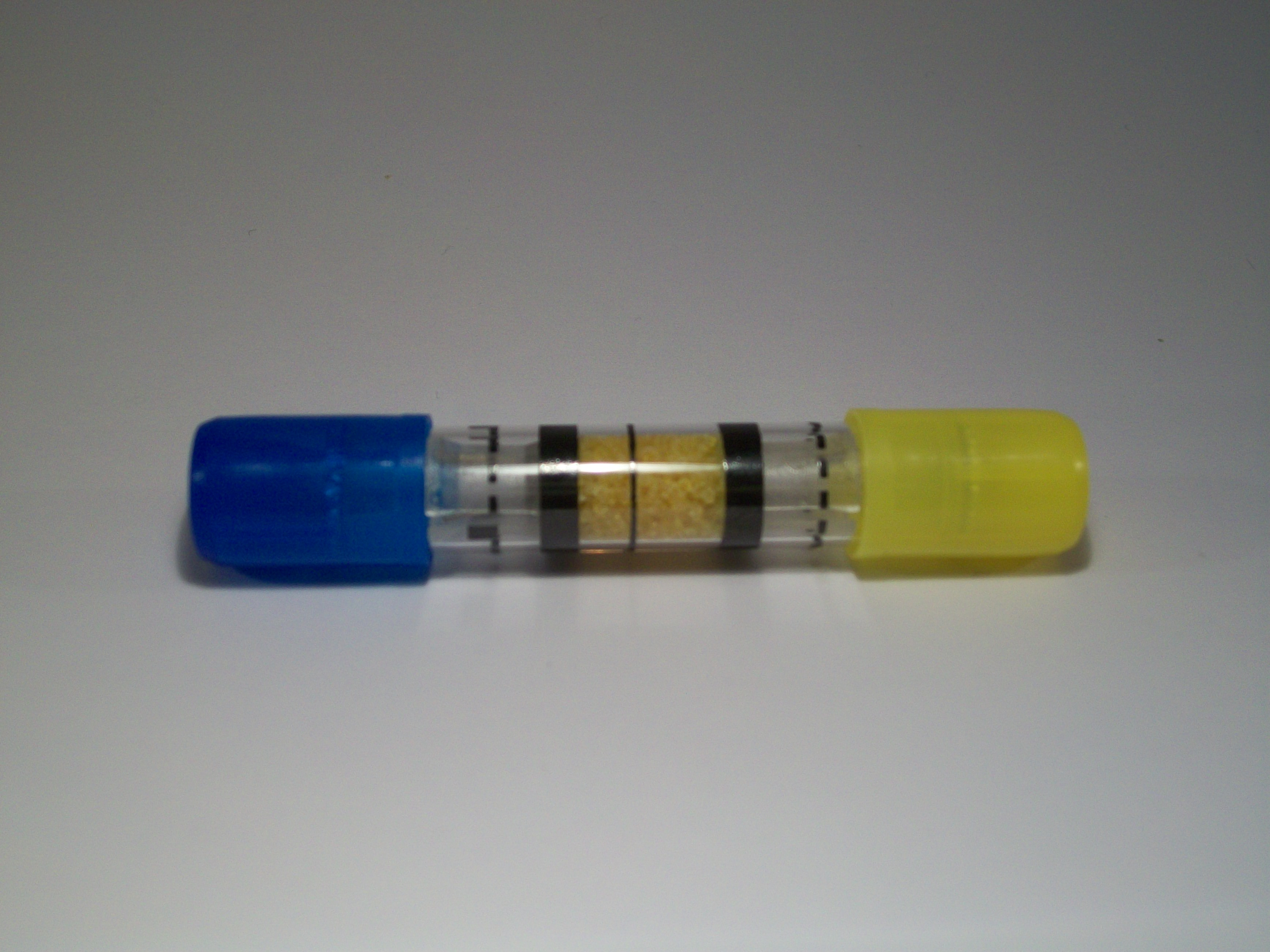
Een blaaspijpje

Een blaaspijpje is een hulpmiddel waarmee aan de hand van zijn adem kan worden bepaald dat iemand alcohol heeft gedronken. Het is een buisje waarin het gele kaliumdichromaat wordt gedaan. Aan de ene kant van het buisje stopt men wat watjes, katoen, of iets anders soortgelijks. Aan de andere kant worden eveneens watjes gestopt.
Als dichromaat in aanraking komt met ethanol ontstaat het groene chroom(III)sulfaat. Op deze manier kan ethanol worden aangetoond.

## Chemische reactie
De reactie die doorgaat in het blaaspijpje is formeel een oxidatie van ethanol, met chroom(VI) (onder de vorm van kaliumdichromaat) als oxidator. Bij de reactie worden bijgevolg kaliumdichromaat, zwavelzuur en ethanol omgezet in chroom(III)sulfaat, kaliumsulfaat, azijnzuur en water:
{\displaystyle {\ce {2K_2Cr2O7 + 8H2SO4 + 3C2H5OH -> 2Cr2(SO4)3 + 2K2SO4 + 3CH3COOH + 11H2O}}}

## Toxicologie en veiligheid
Kaliumdichromaat is zeer giftig en tevens kankerverwekkend, dus gebruikte blaaspijpjes horen thuis bij het chemisch afval.